# 叶罗费伊-巴甫洛维奇
叶罗费伊-巴甫洛维奇（羅馬化：Yerofey Pavlovich）是俄罗斯阿穆尔州的市级镇，属斯科沃罗季诺区，靠近外贝加尔边疆区。
得名于叶罗费·巴甫洛维奇·哈巴罗夫。该地2021年有人口4,368人；2010年人口5,164；2002年人口5,625；1989年人口6,748。